# تليلة المهندي
تليلة بنت غانم المهندي (ولدت في 22 سبتمبر 1962 في مدينة الخور بقطر وتوفيت في 18 أغسطس 2002)، شاعرة قطرية. اشتهرت بلقب صدى الحرمان.
بدأت الكتابة عام 1985م وشاركت بالعديد من النشاطات والأمسيات الشعرية حيث شاركت بأمسية شعرية بجامعة قطر، وحازت على المرتبة الثانية بين أفضل شاعرات الخليج وبذلك حازت على لقب شاعرة الخليج الثانية. وتم تكريمها من قبل عدة شركات وجمعيات خيرية وهيئات عديدة ومتنوعة، كرمها أيضًا المجلس الثقافي بدولة قطر بأن أصدر ديوانا يضم جميع قصائدها.

## من قصائدها
- صديقتي
- حكم البشر
- قصيدة عكاز
- السؤال الغبي
- عزت الكلمة
- آه يالبعيد
- يامعتقد بالضعف
- لاتنام